# Collegio di Birmingham Hodge Hill and Solihull North
Birmingham Hodge Hill and Solihull North è un collegio elettorale situato a Birmingham, nelle Midlands Occidentali, e rappresentato alla Camera dei comuni del Parlamento del Regno Unito. Elegge un membro del parlamento con il sistema first-past-the-post, ossia maggioritario a turno unico; attualmente il seggio è rappresentato da Liam Byrne del Partito Laburista, che rappresenta il collegio dal 2024.

## Estensione
Il collegio è costituito dai seguenti ward della città di Birmingham: Bromford, Hodge Hill, Garretts Green, Glebe Farm and Tile Cross, Heartlands, Shard End e Ward End.

## Membri del parlamento
| Elezione | Elezione | Deputato   | Partito   |
| -------- | -------- | ---------- | --------- |
|          | 2024     | Liam Byrne | Laburista |

## Elezioni

### Elezioni negli anni 2020
| Partito                    | Partito                                      | Candidato                  | Risultati 4 luglio 2024 | Risultati 4 luglio 2024 |
| Partito                    | Partito                                      | Candidato                  | Voti                    | %                       |
| -------------------------- | -------------------------------------------- | -------------------------- | ----------------------- | ----------------------- |
|                            | Laburista                                    | Liam Byrne                 | 10 665                  | 31,25                   |
|                            | Workers                                      | James Giles                | 9 069                   | 26,58                   |
|                            | Reform UK                                    | Jamie Pullin               | 6 456                   | 18,92                   |
|                            | Conservatore                                 | Caroline Clapper           | 4 634                   | 13,58                   |
|                            | Verdi                                        | Imran Khan                 | 2 360                   | 6,92                    |
|                            | Lib Dem                                      | Qasim Esak                 | 942                     | 2,76                    |
|                            |                                              |                            |                         |                         |
| Iscritti                   | Iscritti                                     | Iscritti                   | 77 737                  | 100,00                  |
| ↳ Votanti (% su iscritti)  | ↳ Votanti (% su iscritti)                    | ↳ Votanti (% su iscritti)  | 34 263                  | 44,08                   |
| ↳ Astenuti (% su iscritti) | ↳ Astenuti (% su iscritti)                   | ↳ Astenuti (% su iscritti) | 43 474                  | 55,92                   |
|                            |                                              |                            |                         |                         |
|                            | Esito: collegio a Laburista (nuovo collegio) |                            |                         |                         |